# Балабан Борис Олександрович
Балабан Борис Олександрович (21 грудня 1905, Харків — 8 березня 1959, Київ) — український театральний режисер. Заслужений артист УРСР з 1942 року. Автор постановки у театрі «Березіль» ревю «Чотири Чемберлени» (1931) на текст Костя Буревія та «Плацдарм» Ірчана (1932).

## Життєпис
Один із засновників та художній керівник Першої державної музичної комедії (1929−1930). Постановки: «Орфей у пеклі», «Королева невідомого острову».
Інсценізував поему Тараса Шевченка «Сотник» (Білоцерківський пересувний театр, 1924), брав участь у постановці Шевченкового «Назара Стодолі» (1951), поставив драму О. Ільченка «Петербурзька осінь» (1954), обидві вистави — у Київському драматичному театрі імені Івана Франка.
Балабан — постановник театралізованих шевченківських вечорів (1930 — в Харкові, 1939 — в Ленінграді) і тематичного концерту «І вражою злою кров'ю волю окропіте», що його виконували на фронтах Другої світової війни.